# Gyrineum wilmerianum
Gyrineum wilmerianum is een slakkensoort uit de familie van de Cymatiidae. De wetenschappelijke naam van de soort werd voor het eerst geldig gepubliceerd in 1908 door Preston.